# أمانز غريسلي
كان أمانز غريسلي (بالإنجليزية: Amanz Gressly) (و. 17 يوليو 1814، ت. 13 أبريل 1865) جيولوجيًا سويسريًا وعالمًا في علم الحفريات. قدم استخدام مصطلح سحنة في الجيولوجيا، ويعتبر واحدا من مؤسسي علم وصف طبقات الأرض الحديث وعلم البيئة القديمة.
درس الطب في جامعة ستراسبورغ في البداية، ولكن تحول اهتمامه فيما بعد إلى الجيولوجيا، ومن 1836 فصاعدًا، عمل مساعدًا للويس أغاسيز. في عام 1838 نشر الملاحظات الجيولوجية، حيث قدم «مفهوم السحنة» لوصف بيئات وظروف أصل الصخور الرسوبية بناءً على سماتها البترولية والانتماءات الأحفورية. 

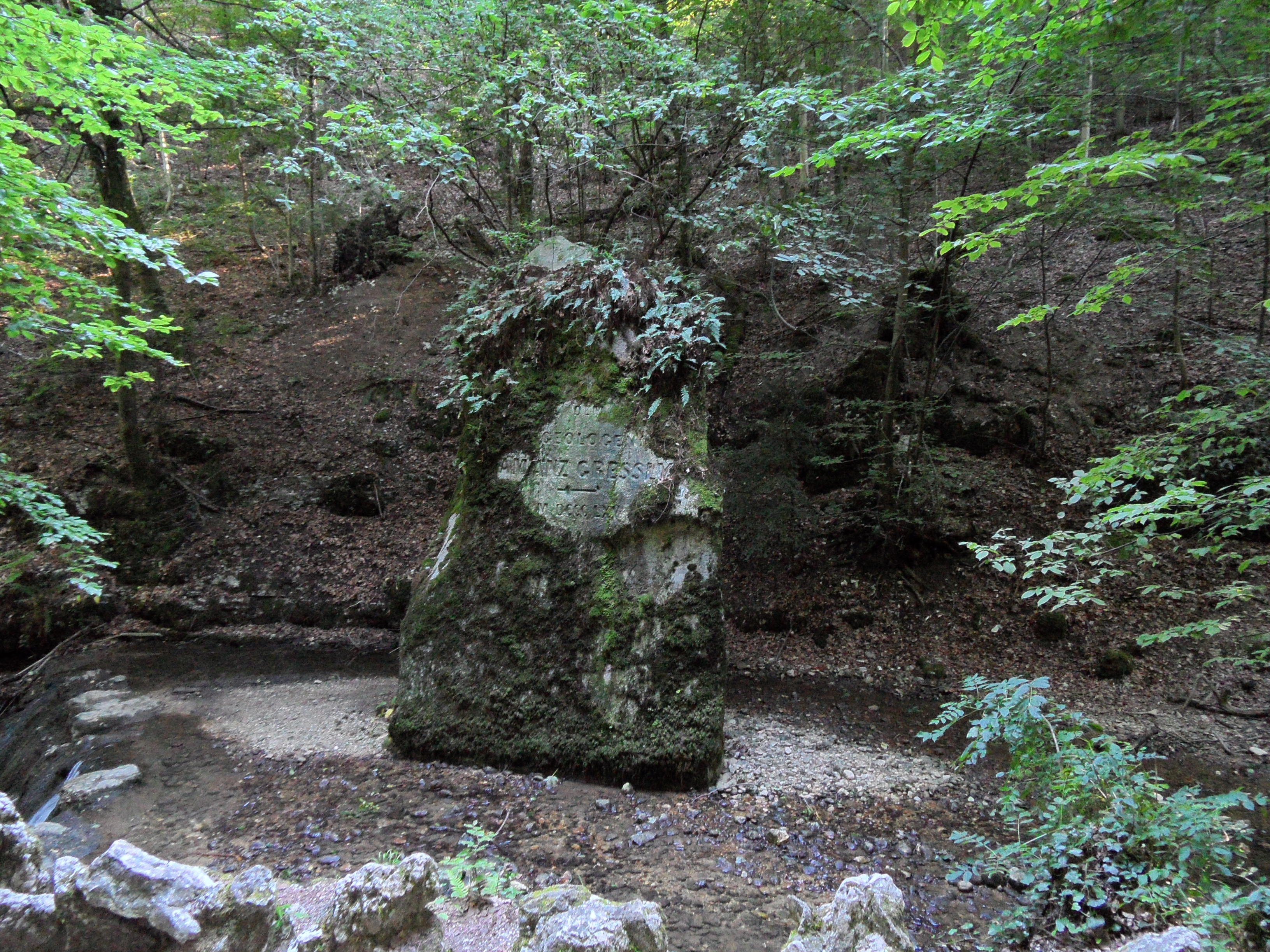
الحجر التذكاري لأمانز غريسلي بالقرب من سولوتورن في سويسرا

من عام 1853، عمل جيولوجيًا أثناء بناء أنفاق السكك الحديدية عبر جبال جورا. في عام 1859، أرسله إدوارد ديسور إلى سيت على خليج ليون من أجل التحقيق في نمط حياة الكائنات البحرية، وفي عام 1861، مع كارل فوغت وآخرين، شرع في رحلة علمية نقلته إلى كيب الشمالية وجان ماين وأيسلندا.
منذ عام 2004، منحت جمعية الحفريات السويسرية جائزة Amanz-Gressly-Auszeichnung لإنجازات بارزة في مجال علم الحفريات.